# Онейронавтика
Онейронавтика [ə.neɪ.roʊ.nɔː.tɪks] — це термін, що означає здатність подорожувати у свідомому сновидінні. Такого мандрівника уві сні можна назвати онейронавтом.

## В межах сну однієї людини
Свідомий сон — це той сон, у якому сновидець усвідомлює сновидіння і має контроль над своїми діями, іншими персонажами або сюжетом сновидіння. Ранні посилання на таке явище зустрічаються в давньогрецьких текстах.

## В межах снів інших людей
Ідея, що одна людина здатна свідомо подорожувати або взаємодіяти уві сні іншої людини, відома по-різному як «телепатія сновидіння», «телепатичне свідоме сновидіння» або «телепатичне сновидіння», зображена у науковій фантастиці; в останніх роботах така взаємодія часто зображується як психотерапевтичний вплив через комп'ютер на клієнта, як це відбувається у «Клітині» та «Паприці», а також шляхом прямого втручання іншої сплячої людини, як у «Початок», "«Пейзаж мрії» та «Пробудження життя». Ця концепція також описана у фантастичному серіалі «Колесо часу», як здатність «сновидців».
Науково-фантастична новела Роджера Желязни 1966 року «Майстер снів», зображує застосування комп'ютерної телепатії снів у психотерапевтичній практиці. Автор зосереджує увагу читача на зростаючій боротьбі головного героя за збереження психологічної рівноваги, коли він потрапляє в мозок свого сліпого колеги-психотерапевта.